# اصولیون
اصولیون (عربی: الاصولية) اکثریت مسلمانان شیعه دوازده‌امامی هستند. آنان از گروه اکنون بسیار کوچک‌تر رقیب‌شان یعنی اخباریون در استفاده از اجتهاد برای ایجاد احکام جدید فقه؛ در ارزیابی حدیث برای کنارگذاشتن روایات نامعتبر؛ و در اجباری دانستن تقلید از یک مجتهد برای تعیین رفتار صحیح اسلامی تفاوت دارند.
اصولی گری از زمان افول اخباری گری در قرن هجدهم، مکتب مسلط در تشیع اثنی عشری بوده و هم‌اکنون نیز در مذهب شیعه اکثریت قریب به اتفاق را تشکیل می‌دهند.